# Сент-Лоуренс (Пенсільванія)
Сент-Лоуренс (англ. St. Lawrence) — місто (англ. borough) в США, в окрузі Беркс штату Пенсільванія. Населення — 1892 особи (2020).

## Географія
Сент-Лоуренс розташований за координатами 40°19′33″ пн. ш. 75°51′57″ зх. д. / 40.32583° пн. ш. 75.86583° зх. д. (40.325786, -75.865735).  За даними Бюро перепису населення США в 2010 році місто мало площу 2,28 км², з яких 2,28 км² — суходіл та 0,00 км² — водойми.

## Демографія
Згідно з переписом 2010 року, у селищі мешкало 1809 осіб у 742 домогосподарствах у складі 510 родин. Густота населення становила 792 особи/км².  Було 763 помешкання (334/км²).
Расовий склад населення:
| - 91,7 % — білих - 2,3 % — чорних або афроамериканців - 0,8 % — азіатів - 0,4 % — корінних американців - 1,9 % — осіб інших рас |

До двох чи більше рас належало 3,0 %. Частка іспаномовних становила 7,5 % від усіх жителів.
За віковим діапазоном населення розподілялося таким чином: 23,3 % — особи молодші 18 років, 61,7 % — особи у віці 18—64 років, 15,0 % — особи у віці 65 років та старші. Медіана віку мешканця становила 38,9 року. На 100 осіб жіночої статі у селищі припадало 91,2 чоловіків;  на 100 жінок у віці від 18 років та старших — 86,3 чоловіків також старших 18 років.
Середній дохід на одне домашнє господарство  становив 68 515 доларів США (медіана — 61 731), а середній дохід на одну сім'ю — 74 291 долар (медіана — 71 313). Медіана доходів становила 48 500 доларів для чоловіків та 38 295 доларів для жінок. За межею бідності перебувало 7,2 % осіб, у тому числі 11,2 % дітей у віці до 18 років та 4,8 % осіб у віці 65 років та старших.
Цивільне працевлаштоване населення становило 1061 особа. Основні галузі зайнятості: освіта, охорона здоров'я та соціальна допомога — 21,1 %, виробництво — 16,7 %, роздрібна торгівля — 13,0 %, мистецтво, розваги та відпочинок — 10,1 %.